# 呉宰碩
呉 宰碩（オ・ジェソク、Oh Jae-Suk、오재석、1990年1月4日 - ） は、韓国京畿道出身のプロサッカー選手。Kリーグ・大田ハナシチズン所属。ポジションはDF（左右のサイドバック）。元韓国代表。

## 経歴
高校時代から韓国の年代別代表に選出され、2007年に韓国で開催された2007 FIFA U-17ワールドカップに出場。2008年、慶煕大学校に進学。同年、U-19アジアユース選手権大会に出場し、同大会で3位と言う結果を残し、翌2009年に開催されたFIFA U-20ワールドカップの出場権を獲得し、FIFAU-20ワールドカップエジプト大会にも出場。
2010年、水原三星ブルーウィングスに入団するも、結果を残せず、翌年、江原FCに期限付き移籍。江原FCではレギュラーの座を掴むと、翌2012年に郭珖善とのトレードにより江原FCに完全移籍。また、2012年に出場したロンドン五輪では、韓国代表の銅メダル獲得に貢献し、兵役を免除された。
2013年、Jリーグ・ガンバ大阪に完全移籍。移籍1年目は出場機会に恵まれなかったが、翌2014年はシーズン通してレギュラーとして活躍。前半戦は負傷離脱した加地亮に代わり右サイドバックを担い、後半戦は主に左サイドバックをこなすなど両サイドどちらにおいても安定した守備力を発揮し、ガンバのリーグ優勝さらに国内タイトル三冠に貢献した。
2015年、ロシア・ワールドカップ アジア2次予選のミャンマー戦とラオス戦の韓国代表のバックアップメンバーとして初招集された。この年ガンバでは2度の左太ももの故障が響き、さらにサイドバックのレギュラーを争う藤春廣輝と米倉恒貴がそれぞれ日本代表に選出される躍進を見せたことで出場機会を減らした。12月2日のJリーグCS決勝の第1戦、スコア2-1で迎えた後半41分に清水航平への「乱暴な行為」 でレッドカードを提示され、退場。その後、チームは2点を奪われ逆転負けを喫した。さらに第2戦も出場停止となった。
2016年3月、ロシア・ワールドカップ アジア2次予選のレバノン戦などの韓国代表のメンバーとして初招集されたが、直前のACL上海上港戦で左足を負傷し代表を辞退した。8月にワールドカップアジア3次予選の代表メンバーに再選出され、9月1日の中国戦でA代表初出場。
2019年7月8日、FC東京へ期限付き移籍する事を発表した。
2020年シーズンはG大阪に復帰したが、同年7月9日に名古屋グランパスへの完全移籍を発表した。背番号は34。
2021年より、Kリーグ1・仁川ユナイテッドへ完全移籍。9年ぶりにKリーグ復帰となった。
2022年3月2日、自身のSNSを通じ結婚を報告した。
2022年は筋肉系の負傷に悩まされてリーグ戦全試合を欠場。シーズンの大半を棒に振ったものの、上位6クラブによる優勝プレーオフで5試合中3試合に出場した。
2023年より、DFクォン・ハンジンとのトレードで大田ハナシチズンに完全移籍。

## 人物・エピソード
- 江原FC時代、日本（ガンバ大阪）からのオファーに本人は乗り気ではなかったが、市民クラブである江原FCは当時給料の未払いが2か月続くなど金銭的に苦しんでおり、移籍金収入を得るためジェソクに移籍を受け入れるよう求めた。当時U-23韓国代表のフィジカルコーチを務めていた池田誠剛に相談した所、「(日本に)行ったら絶対しんどい。でもその難しさを越えたらお前の人生変わるよ。」と言われ悩んだ末に移籍を決めた。色々な面でうまくいかなったガンバ移籍1年目は「何で自分がみんなのために移籍しなくてはいけなかったのか」とよく考えていたと語っている[6]。
- ガンバに来た当初は負傷もあり、思うように出場機会を得られなかったことから、万事に後ろ向きな態度だった。練習にも一番遅く来ては一番早く帰り、トップチームの試合もろくに観ず、音楽を聴きながら韓国の芸能情報をチェックするなどプロとしては不真面目な行動を続けていた。韓国から持ってきた荷物も大部分を送り返してしまったことから、心配した両親が来日。ジェソクの生活態度を見て「選手としてする行動ではない」「お前のあとにも韓国の選手が日本に来るかもしれないのに、その選手に被害が及んではいけない」と一喝され、生活態度を改め、練習にも「二番目」に早く来て、最も遅く帰る選手となった。一番早く練習にやって来る加地亮よりは、どうしても早く来られなかったという[7]。
- 加地亮は、同ポジションのライバルであるにも関わらずジェソクのことをよく気にかけ、チームになかなか溶け込めなかったジェソクを自宅のBBQパーティに呼んでチームメイトと交流の機会をつくり、髪が伸びると加地が経営しているヘアサロンを紹介し、ジェソクの両親が来日した際には加地が経営する飲食店に招待するなど、物心両面でジェソクを支えた。ジェソクは加地を「一生忘れられない人」といまも敬愛してやまず[8] 2014年以降、ガンバ大阪では加地の背番号である「21」の隣である22番を愛用した。
- 2017年、肺の難病の治療のため、来日し、大阪府吹田市の国立循環器病研究センターで治療を受けた韓国人の女性を、「自分も来日した当時は言葉や文化の違いで苦労した。病気ならなおさら。力になりたい」と入院手続きを通訳し、キムチなどの食材や、韓国の映画やドラマを入れたタブレット端末を差し入れ等、支援していたことが読売新聞で報じられた[9]。
- 流暢な日本語を喋る事ができ、日本人チームメイトとの会話は日本語でこなしている。また、FC東京在籍時には元々ガンバ大阪でのチームメイトだった大森晃太郎と一緒に関西弁での試合告知VTRに出演した。

## 所属クラブ
ユース経歴
- 2005年 - 2007年 新葛高校
- 2008年 - 2009年 慶煕大学校

プロ経歴
- 2010年 - 2011年 水原三星ブルーウィングス
  - 2011年 江原FC (期限付き移籍)
- 2012年 江原FC
- 2013年 - 2020年7月 ガンバ大阪
  - 2019年7月 - 同年12月 FC東京 (期限付き移籍)
- 2020年7月 - 名古屋グランパスエイト

## 個人成績
| 国内大会個人成績 | 国内大会個人成績 | 国内大会個人成績 | 国内大会個人成績 | 国内大会個人成績 | 国内大会個人成績 | 国内大会個人成績 | 国内大会個人成績 | 国内大会個人成績 | 国内大会個人成績 | 国内大会個人成績 | 国内大会個人成績 |
| 年度             | クラブ           | 背番号           | リーグ           | リーグ戦         | リーグ戦         | リーグ杯         | リーグ杯         | オープン杯       | オープン杯       | 期間通算         | 期間通算         |
| 年度             | クラブ           | 背番号           | リーグ           | 出場             | 得点             | 出場             | 得点             | 出場             | 得点             | 出場             | 得点             |
| 韓国             | 韓国             | 韓国             | 韓国             | リーグ戦         | リーグ戦         | リーグ杯         | リーグ杯         | FA杯             | FA杯             | 期間通算         | 期間通算         |
| ---------------- | ---------------- | ---------------- | ---------------- | ---------------- | ---------------- | ---------------- | ---------------- | ---------------- | ---------------- | ---------------- | ---------------- |
| 2010             | 水原三星         | 17               | Kリーグ          | 7                | 0                | 2                | 0                | 3                | 0                | 12               | 0                |
| 2011             | 江原             | 12               | Kリーグ          | 24               | 1                | 2                | 0                | 3                | 0                | 29               | 1                |
| 2012             | 江原             | 4                | Kリーグ          | 31               | 2                | -                | -                | 2                | 0                | 33               | 2                |
| 日本             | 日本             | 日本             | 日本             | リーグ戦         | リーグ戦         | リーグ杯         | リーグ杯         | 天皇杯           | 天皇杯           | 期間通算         | 期間通算         |
| 2013             | G大阪            | 2                | J2               | 5                | 0                | -                | -                | 0                | 0                | 5                | 0                |
| 2014             | G大阪            | 22               | J1               | 24               | 0                | 10               | 0                | 3                | 0                | 37               | 0                |
| 2015             | G大阪            | 22               | J1               | 10               | 0                | 3                | 0                | 1                | 0                | 14               | 0                |
| 2016             | G大阪            | 22               | J1               | 18               | 0                | 0                | 0                | 2                | 0                | 20               | 0                |
| 2017             | G大阪            | 22               | J1               | 29               | 0                | 2                | 0                | 1                | 0                | 32               | 0                |
| 2018             | G大阪            | 22               | J1               | 24               | 0                | 7                | 0                | 1                | 0                | 32               | 0                |
| 2019             | G大阪            | 22               | J1               | 8                | 0                | 4                | 0                | 0                | 0                | 12               | 0                |
| 2019             | FC東京           | 14               | J1               | 12               | 0                | 0                | 0                | 0                | 0                | 12               | 0                |
| 2020             | G大阪            | 22               | J1               | 1                | 0                | 0                | 0                | -                | -                | 1                | 0                |
| 2020             | 名古屋           | 34               | J1               | 22               | 0                | 1                | 0                | -                | -                | 23               | 0                |
| 韓国             | 韓国             | 韓国             | 韓国             | リーグ戦         | リーグ戦         | リーグ杯         | リーグ杯         | FA杯             | FA杯             | 期間通算         | 期間通算         |
| 2021             | 仁川             | 34               | Kリーグ          | 26               | 0                | -                | -                | 0                | 0                | 26               | 0                |
| 2022             | 仁川             | 34               | Kリーグ          | 3                | 0                | -                | -                | 1                | 0                | 4                | 0                |
| 2023             | 大田             | 22               | Kリーグ          | 25               | 0                | -                | -                | 0                | 0                | 25               | 0                |
| 2024             | 大田             | 22               | Kリーグ          |                  |                  | -                | -                |                  |                  |                  |                  |
| 通算             | 韓国             | 韓国             | Kリーグ          | 116              | 3                | 4                | 0                | 9                | 0                | 129              | 3                |
| 通算             | 日本             | 日本             | J1               | 148              | 0                | 27               | 0                | 8                | 0                | 183              | 0                |
| 通算             | 日本             | 日本             | J2               | 5                | 0                | -                | -                | 0                | 0                | 5                | 0                |
| 総通算           | 総通算           | 総通算           | 総通算           | 269              | 3                | 31               | 0                | 17               | 0                | 317              | 3                |

その他の公式戦
| 2016   | G大23  | 22     | J3     | 2 | 0 | 2 | 0 |
| 通算   | 日本   | 日本   | J3     | 2 | 0 | 2 | 0 |
| 総通算 | 総通算 | 総通算 | 総通算 | 2 | 0 | 2 | 0 |

- 2015年
  - スーパーカップ 1試合0得点
  - Jリーグチャンピオンシップ 2試合0得点
- 2016年
  - スーパーカップ 1試合0得点

| 国際大会個人成績 | 国際大会個人成績 | 国際大会個人成績 | 国際大会個人成績 | 国際大会個人成績 |
| 年度             | クラブ           | 背番号           | 出場             | 得点             |
| AFC              | AFC              | AFC              | ACL              | ACL              |
| ---------------- | ---------------- | ---------------- | ---------------- | ---------------- |
| 2010             | 水原三星         | 17               | 2                | 0                |
| 2015             | G大阪            | 22               | 4                | 0                |
| 2016             | G大阪            | 22               | 4                | 0                |
| 2017             | G大阪            | 22               | 1                | 0                |
| 通算             | AFC              | AFC              | 11               | 0                |

その他の国際公式戦
- 2015年
  - スルガ銀行チャンピオンシップ 1試合0得点
- 2017年
  - AFCアジアチャンピオンズリーグ・プレーオフ 1試合0得点

出場歴
- Jリーグ初出場 - 2013年5月6日 J2第13節 vsヴィッセル神戸（ノエビアスタジアム神戸）

## タイトル

### クラブ
水原三星ブルーウィングス
- 韓国FAカップ：1回（2010年）

ガンバ大阪
- Jリーグ ディビジョン1：1回（2014年）
- Jリーグ ディビジョン2：1回（2013年）
- Jリーグカップ：1回（2014年）
- 天皇杯：2回（2014年、2015年）
- FUJI XEROX SUPER CUP：1回（2015年）

## 代表歴
- 国際Aマッチ初出場 - 2016年9月1日 2018 FIFAワールドカップ・アジア3次予選 vs中国代表（ソウルワールドカップ競技場）

出場大会
- U-16韓国代表
- U-17韓国代表
  - 2007年 - 2007 FIFA U-17ワールドカップ
- U-19韓国代表
- U-20韓国代表
  - 2009年 - 2009 FIFA U-20ワールドカップ
- U-21韓国代表
  - 2010年 - 2010年アジア競技大会
- U-22韓国代表
- U-23韓国代表
  - 2012年 - ロンドンオリンピック
- 韓国代表
  - 2015年 - 2018 FIFAワールドカップ・アジア2次予選
  - 2016年 - 2018 FIFAワールドカップ・アジア3次予選

### 試合数
- 国際Aマッチ 4試合（2016年-2017年）[10]

| 韓国代表 | 国際Aマッチ | 国際Aマッチ |
| 年       | 出場        | 得点        |
| -------- | ----------- | ----------- |
| 2016     | 3           | 0           |
| 2017     | 1           | 0           |
| 通算     | 4           | 0           |